# Albert Tyler
Albert Tyler (Glendale (Ohio), 4 januari 1872 - Harpswell (Maine), 25 juni 1945) was een Amerikaans atleet die in 1896 een van de 5 deelnemers was aan het polsstokhoogspringen tijdens de Olympische Zomerspelen in Athene. De drie Griekse deelnemers kwamen niet verder dan een bescheiden 2,60 meter, Tyler en Hoyt legden de lat bij de eerste poging op 2,80 meter. Dit haalden zij met gemak. Tyler haalde uiteindelijk een hoogte van 3,20 meter, Welles Hoyt sprong 10 centimeter hoger.

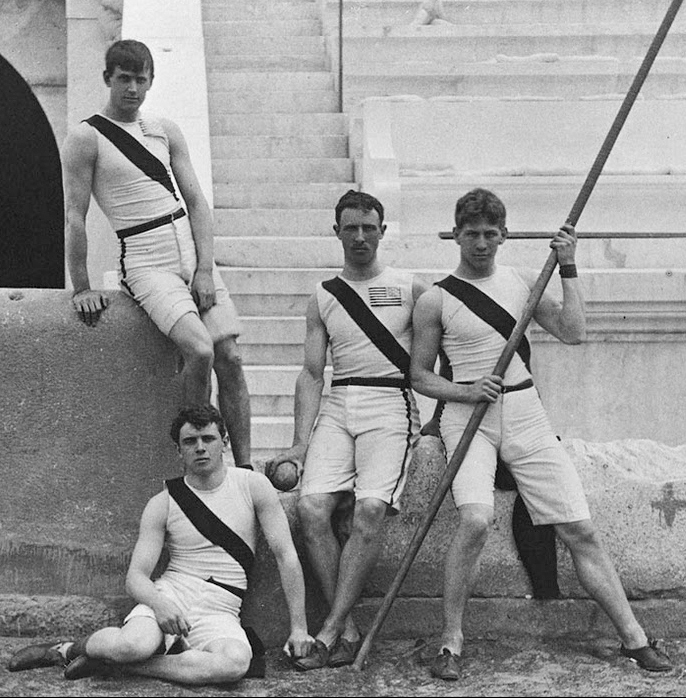
Tyler (rechts) met andere deelnemers in 1896

## Palmares

### Polsstokhoogspringen
- 1896:  OS - 3,20 m